# Agata Lorenska
Plemkinja Agata Lorenska (Agathe) bila je srednjovjekovna grofica Burgundije.
Bila je kći Šimuna I. Lorenskog i njegove supruge, Adelajde Leuvenske. Bila je i sestra Matilde, Hedvige i Berte.
Udala se za svog bratića Renauda III. Burgundskog.
Njihovo je dijete bila Beatrica I. Burgundska, carica, grofica i kraljica.